# Beaudouin-Schlangenadler

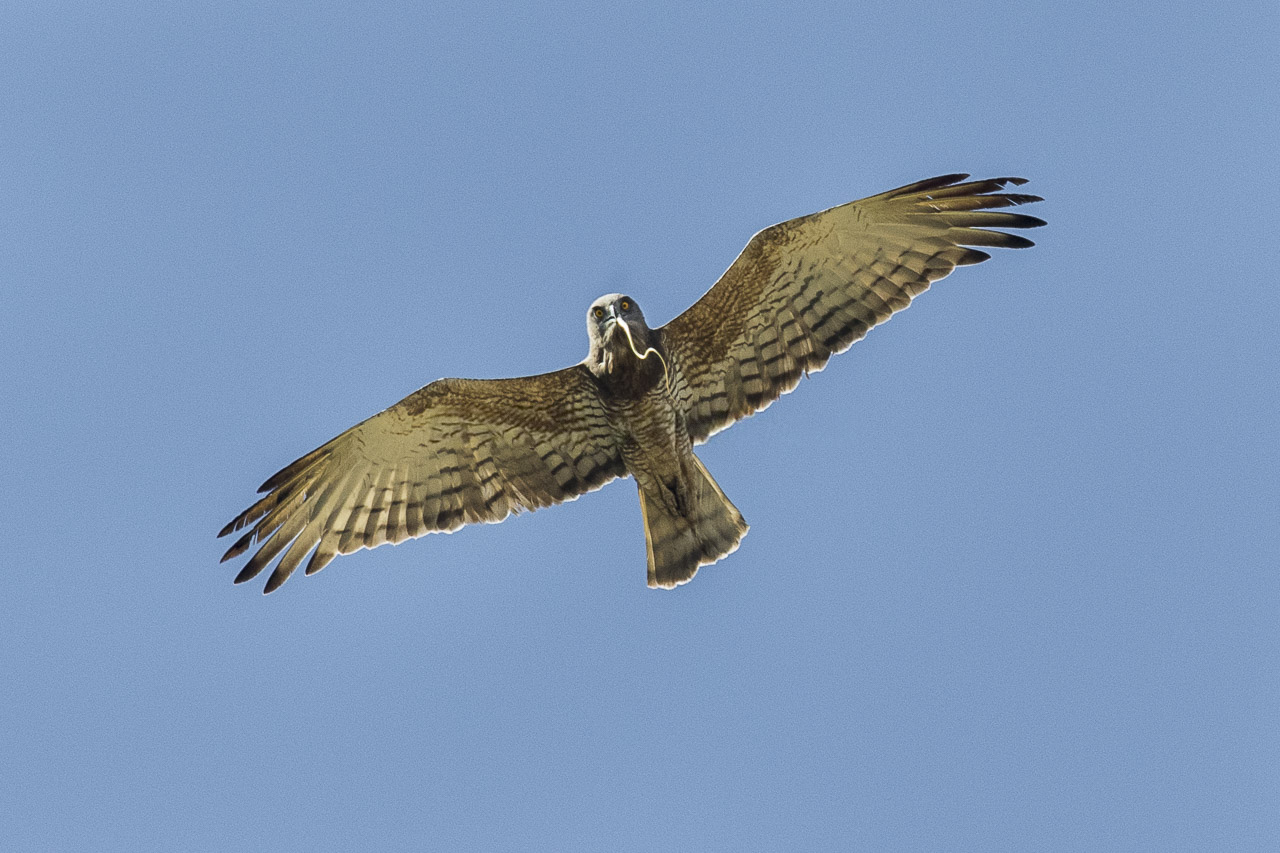
Beaudouin-Schlangenadler im Flug (Gambia), aus dem Schnabel hängt eine erbeutete Schlange.

Der Beaudouin-Schlangenadler (Circaetus beaudouini) ist ein in Afrika verbreiteter Greifvogel aus der Gattung der Schlangenadler (Circaetus) innerhalb der Familie der Habichtartigen (Accipitridae).

## Beschreibung
Der recht klobige Raubvogel ist bei einer Flügelspannweite von etwa 155 bis 170 cm etwa 66 cm groß. Sein Kopf ist groß und abgerundet und er hat einen dicken, manchmal weiß gestreiften Hals. Die Oberseite sowie der Kopf und die obere Brust sind dunkelbraun. Die untere Brust und der Bauch sind weiß mit dünnen, dunklen Streifen. Der Schwanz ist von drei bis vier eher unauffälligen Streifen bedeckt. Die Flügel sind lang. Die glänzenden Augen sind gelb, die Wachshaut und die Beine sind hellgrau.
Jungvögel haben eine braunere Färbung und verfügen über rötliche Flecken am Unterflügel. Der Kopf ist vage weiß gestreift und die Flanken sind leicht netzförmig gemustert. Sie erhalten im Alter von drei Jahren das endgültige Federkleid.
Es besteht nahezu kein Geschlechtsdimorphismus. Weibchen sind etwa 3 % größer als Männchen.
Der Beaudouin-Schlangenadler unterscheidet sich dadurch vom sehr ähnlichen (Gewöhnlichen) Schlangenadler, dass er eine dunklere Oberseite aufweist und dass die Streifen am Bauch schmaler sind. Außerdem ist beim Beaudouin-Schlangenadler die Unterseite der Flügel weiß gefärbt und ungemustert, was im Flugbild gut zu erkennen ist.

## Rufe
Nur während der Brutsaison sind Rufe zu vernehmen. Der Beaudouin-Schlangenadler gibt eine Vielzahl verschiedener Rufe von sich, die mit denen des (Gewöhnlichen) Schlangenadlers und des Schwarzbrust-Schlangenadlers vergleichbar sind.

## Verbreitung und Zugverhalten
Der Beaudouin-Schlangenadler ist vom südlichen Mauretanien und Senegal nach Osten bis zum südwestlichen Sudan verbreitet und dringt sogar bis in nördliche Teile von Uganda und Kenia vor.
Er ist ein Teilzieher, dessen westafrikanische Populationen in der Trockenzeit nach Süden ziehen und in der Regenzeit nach Norden. Des Weiteren gibt es kleinere Zugbewegungen, die mit lokalen Regenfällen zusammenhängen.

## Lebensraum
Er hält sich oft in Wassernähe auf und bewohnt Wälder und offenes Land mit Baumbewuchs, etwa Strauchsavannen. Nach starken Regenfällen wird er auch in den sonst für ihn zu trockenen Dornsavannen beobachtet.
Er lebt in einer Höhe von bis zu 2200 m, meistens bleibt er aber unter 1500 m.

## Lebensweise

### Jagdverhalten und Ernährung
Der einzelgängerische Vogel ernährt sich von Schlangen, Echsen, kleinen Säugetieren, Vögeln, Insekten und anderen kleinen Wirbeltieren. Diese erbeutet er normalerweise von einem Ansitz (z. B. tote Bäume, Telegraphenmasten), manchmal jagt er aber auch aus der Luft.

### Fortpflanzung
Die Brutsaison dauert in Westafrika von November bis März an, in östlicheren Gebieten wird auch in anderen Jahreszeiten gebrütet. Das Nest aus Ästen liegt in Baumkronen, z. B. in Akazien oder Zypressen. Das Weibchen legt nur ein Ei, welches vermutlich etwa 45 bis 70 Tage ausgebrütet wird.

## Gefährdung
Die Lebensräume des Beaudouin-Schlangenadlers nehmen durch die menschliche Besiedelung und durch intensive Landwirtschaft immer weiter ab. Dadurch sinkt die Fortpflanzungsrate und damit auch die Population, die heute nur noch bei 2500 bis 10.000 Individuen liegt. Daher wird er in der Roten Liste der IUCN als gefährdet (Vulnerable) eingestuft.